# Хемијско-медицинска школа Вршац
Хемијско-медицинска школа једна је од средњих школа у Вршцу. Налази се у улици Стеријина 113.

## Историјат
Хемијско-медицинска школа је основана 1977. године и до 1. јула 1983. је радила под називом ООУР за образовање стручних радника хемијско-технолошке и текстилне струке „Браћа Ацкета”. Налази се у објекту који је један од старијих у граду саграђен 1910. Зграда и простор око ње су припадали војсци, а била је и Коњичка касарна. Војска је напустила објекат крајем 60-их година прошлог века када је дата на коришћење средњим школама. Променили су назив 1. јула 1983. у Средња хемијска школа „Браћа Ацкета”, од исте године једини користе овај објекат уз коју је изграђена спортска дворана. Назив је поново промењен 22. јуна 1993. у Хемијско-текстилна школа, а 17. августа 2004. у Хемијско-медицинска школа. Од 19. новембра 2016. им је додељен статус међународне Еко школе. У свом саставу садрже шест савремених учионица за праћење наставе, седам учионица за кабинетску наставу: кабинет за здравствену негу, за анатомију и физиологију, за биологију, за физику, два кабинета за информатику и кабинет за текстилство, осам савремено опремљених лабораторија: лабораторију за физичку хемију и електрохемију, за општу и неорганску хемију, за органску и аналитичку хемију и за производне технологије, спортску халу са модерном теретаном и три кабинета и библиотеку. Од подручја рада садрже Хемија, неметали и графичарство са смеровима Техничар за индустријску фармацеутску технологију, Хемијски лаборант и Хемијско-технолошки техничар и Здравство и социјална заштита са смеровима Фармацеутски техничар и Медицинска сестра-техничар.

## Догађаји
Догађаји Хемијско-медицинске школе:
- Школска слава Свети Козма и Дамјан
- Савиндан
- Дан птица и миграција птица
- Дан планете Земље
- Дан планина
- Европски дан паркова
- Светски дан деце оболеле од рака
- Светски дан хране
- Дечја недеља
- Пројекат „Циркуларна економија”
- Пројекат „Океј”
- Ноћ музеја
- Сајам професионалне оријентације
- Сајам образовања
- Сајам виртуелних предузећа
- Манифестација „Дани Ћирилице”
- Манифестација „Вештине које живот значе”